# Chirin no suzu
Chirin no suzu (チリンの鈴? lett. "La campanella di Chirin") è un mediometraggio d'animazione giapponese del 1978, diretto da Masami Hata e prodotto da Sanrio, tratto dall'omonimo libro di Takashi Yanase.

## Trama
Il film inizia mostrando la vita idilliaca vissuta in una fattoria da un agnello di nome Chirin insieme a sua madre e ad altre pecore. Siccome Chirin è molto avventuroso e tende a perdersi, indossa un campanellino al collo, cosicché la madre possa sempre ritrovarlo. Sua madre lo avverte che non dovrà mai avventurarsi all'infuori della staccionata che circonda la fattoria, perché sulle montagne lì intorno vive un grande lupo chiamato Wolf che ama mangiare le pecore. Chirin prende l'avviso alla leggera, sino a quando una notte Wolf entra nel granaio e si prepara a ucciderlo, ma all'ultimo secondo viene salvato dal sacrificio della madre che si getta tra di lui e l'assalitore.
Andato via Wolf, Chirin scopre con orrore il corpo della madre. Non riuscendo a comprendere il motivo della sua morte, giura che avrebbe ucciso il suo carnefice e si dirige da solo sulle montagne. Qui incontra il lupo e lo sfida, ma questi lo ignora e se ne va. Chirin decide di seguirlo e, col passare del tempo, capisce che l'unico modo per uccidere Wolf è di diventare forte come lui. Alla fine, Wolf accetta di allenarlo, pur consapevole che un giorno il suo discepolo vorrà togliergli la vita: nel corso di tre anni, Chirin diventa un montone e un killer sanguinario, che vede il lupo come un padre, ha dimenticato la propria idea di vendetta e con Wolf viaggia per le montagne uccidendo indiscriminatamente.
Una notte Wolf porta Chirin alla fattoria dove l'agnello è nato: Chirin non ne ha più memoria, dichiarando che la sua casa sono le pianure e il lupo è la sua famiglia, quindi si abbatte sui cani da guardia uccidendoli, poi corre dalle pecore che si sono riunite terrorizzate nel granaio. Tra queste, Chirin nota un giovane agnello rannicchiato, ma quando fa per attaccarlo, la madre del piccolo si lancia a proteggerlo. Colpito dalla somiglianza dell'evento con il suo passato, Chirin trasalisce e, confuso, esce senza uccidere le pecore. Quando il lupo gli chiede perché non abbia portato a termine il compito, Chirin afferma di non riuscire a farlo.
Wolf si dirige al granaio per compiere lui stesso il massacro, mentre Chirin lo prega di risparmiare le pecore. Dato che il lupo non sembra intenzionato ad ascoltarlo, Chirin si infuria, lo carica e dopo una breve lotta, lo impala sulle sue corna. Il lupo morente si dice grato a Chirin e orgoglioso di lui. Affranto, questi raggiunge speranzoso le pecore, che però gli chiudono velocemente la porta in faccia. Quando Chirin prova a dire al gregge che è cresciuto in quella fattoria, nessuno gli crede, non vedendo possibile che una creatura tanto terrificante sia uno di loro. Chirin desiste e fa ritorno da solo alle montagne.
Vicino alla tana del lupo, Chirin si guarda in una pozza d'acqua e ha un'allucinazione, dove vede Wolf accanto a sé riflesso nella pozza. Il montone si gira per vedere il lupo, ma rendendosi conto di essere da solo, vaga alla sua ricerca chiamando a gran voce il suo nome mentre la neve inizia a cadere. Il film termina con il narratore che informa gli spettatori che nessuno vide mai più Chirin, ma che un debole tintinnio del suo campanellino possa ancora essere udito nel vento durante una notte nevosa.

## Accoglienza
Justin Sevakis di Anime News Network ne ha lodato la trama cupa e i disegni, e ha affermato che la storia dà una "sorta di rapido pugno in faccia all'innocenza". Secondo Sevakis "non c'è quasi nulla di edificante in Chirin no suzu, ma comunque l'opera mantiene il suo essere adorabile mentre simultaneamente distrugge le nostre concezioni sulla bellezza della natura".